# Mörk alspindling
Mörk alspindling (Cortinarius alnetorum) är en svampart som först beskrevs av Josef Velenovský, och fick sitt nu gällande namn av Meinhard (Michael) Moser 1967. Mörk alspindling ingår i släktet Cortinarius och familjen spindlingar.  Arten är reproducerande i Sverige. Inga underarter finns listade i Catalogue of Life.